# Makilingia tettigonoides
Makilingia tettigonoides är en insektsart som beskrevs av Baker 1924. Makilingia tettigonoides ingår i släktet Makilingia och familjen dvärgstritar. Inga underarter finns listade i Catalogue of Life.